# Gaither Vocal Band
Gaither Vocal Band est un groupe de southern gospel évangélique américain, dont le nom a pour origine son fondateur et leader Bill Gaither. En février 2014, le quintette se compose de David Phelps, Wes Hampton, Adam Crabb, Todd Suttles, et Bill Gaither. La composition du groupe a souvent évolué au fil des années, certains membres ayant fait le choix de privilégier leur carrière solo, et d'autres venant remplacer ces derniers. Aux côtés de Bill Gaither, les chanteurs qui sont restés le plus longtemps dans le groupe incluent Guy Penrod (1995–2008), Mark Lowry (1988–2001, 2009–2013), Michael English (1985–1994, 2009–2013) et David Phelps (1997-2005, depuis 2009).
Depuis sa création, le groupe a fait paraître 30 albums studio (sans compter les compilations), dont au moins 19 d'entre eux ont atteint les classements musicaux. Ils ont également fait paraître 10 DVD comptant l'apparition de nombreux autres artistes chrétiens. Gaither Vocal Band a été récompensé de 2 Grammys, et 18 Dove Awards.

## Biographie

### Débuts
The Gaither Vocal Band est créé par Bill Gaither, célèbre chanteur de gospel outre-atlantique. Ce nouveau groupe supplante le Bill Gaither Trio (en). Dans les années 1980, Bill Gaither, accompagné de son épouse Gloria Gaither, sont déjà des compositeurs à succès. Par exemple, une de leurs chansons phares, He Touched Me est reprise par Elvis Presley, ce dernier allant jusqu'à en faire un album éponyme He Touched Me. Elvis Presley remporte un Grammy pour ce même album. Bill Gaither sent bien que son trio atteint un pic de popularité au milieu des années 1980, mais son désir de voir s'élever un nouveau style de gospel le pousse à maintenir le trio en activité.
Le groupe original (appelé « New » Gaither Vocal Band) se forme de manière spontanée, dans les coulisses d'un concert du Gaither Trio. Il se compose de Bill Gaither et Gary McSpadden (du trio Gaither), accompagnés de deux chanteurs qui faisaient partie des choristes, Steve Green et Lee Young. Le quartet chante Your First Day in Heaven sur les planches cette même soirée. Leur tout premier album, intitulé The New Gaither Vocal Band, sort en 1981. Selon la pochette accompagnant The Best of the GVB, le terme « Vocal Band » est privilégié au terme « quartet » car il permettait à Gaither de ne pas restreindre la formation à un schéma pré-figé (nombre de vocalistes notamment). Cependant, le nombre de chanteurs est effectivement limité à quatre jusqu'en 2009. Lee Young quitte le groupe en 1982, et Jon Mohr le remplace à la basse. Le second album, Passin' The Faith Along est enregistré cette même année. Plus tard, le ténor Steve Green quitte la formation et est remplacé par Larnelle Harris, puis, l'année 1984 voit sortir New Point Of View avant le départ de Mohr.

### Années de célébrité
Michael English devient le nouveau chanteur principal du groupe, ce qui relègue McSpadden au poste de baryton, et Gaither à la basse. C'est à ce moment-là que le groupe ôte le qualificatif « New » du nom du groupe. Alors que l'album précédent (New Point of View) présente un attrait plus contemporain que ces prédécesseurs, l'album One X 1, enregistré avec cette formation, part encore plus loin. À la suite de cet album, Larnelle est remplacé par Lemuel Miller. Toutefois, le groupe n'enregistre aucun album avec Lemuel, qui part la même année (1987). Lemuel est remplacé par un ancien membre du groupe Imperials, Jim Murray. L'album Wings sort avant le départ de Gary McSpadden du groupe pour commencer sa carrière solo. C'est Mark Lowry qui le remplace en 1988, ce qui accroit la popularité du groupe par ses talents de comédien (humour et singeries deviennent habituels sur scène). Leur projet de tournée gospel Homecoming en 1991, permet aux fans de southern gospel de les accueillir à bras ouverts. En 1992, Jim Murray quitte le groupe et est remplacé par Terry Franklin. L'album Southern Classics, sorti en 1993, contient le titre à succès I Bowed on my Knees.
Michael English quitte la formation en 1994, et est remplacé par Buddy Mullins. Terry Franklin est, quant à lui, remplacé par un autre ex-membre du groupe Imperials, Jonathan Pierce. Mullins et Pierce participent à l'album Testify. Renforcé par le grand succès de la série de vidéos Homecoming, Vocal Band ajoute Guy Penrod au chant à la place de Mullins. À la suite du départ de Pierce, Gaither engage David Phelps au poste de ténor. À la suite du départ de Mark Lowry, l’ex-membre d'Imperials, Russ Taff, devient le baryton pour quelques années. Marshall Hall le remplace en 2004. Quant à Wes Hampton, il succède à David Phelps en 2005. Parmi leurs nombreux succès, certains sont restés ancrés dans les classements musicaux comme Yes, I Know (octobre 1997), et I Will Go On (novembre 2006). Le groupe a notamment enregistré de nombreux classiques du southern gospel, dont beaucoup furent écrits par Bill et Gloria Gaither en personne, comme He Touched Me, I Believe In A Hill Called Mount Calvary, et Sinner Saved By Grace.

### Reunion
Au mois de juillet 2008, le groupe enregistre un DVD aux Gaither Studios — The Gaither Vocal Band Reunion, Volumes 1 and 2. Exceptés Jonathan Pierce, Terry Franklin, et Lemuel Miller, tous les anciens membres sont de la partie pour cette performance unique avec le Gaither Vocal Band. Les deux CD débutent aux deux premières places du Billboard’s Contemporary Christian Album, marquant par la même occasion d’une part le premier Gaither Vocal Band's No.1 au classement Christian Album, et d’autre part leur premier No. 1 dans le Billboard. Les DVD atteignent également les deux premières places du classement Music Video.

### Formation en quintette
En janvier 2009, Marshall Hall et Guy Penrod quittent le groupe. Gaither réengage plusieurs anciens membres : Michael English en tant que soliste lead, Mark Lowry en tant que baryton, et David Phelps en tant que ténor. Le premier album de cette formation à cinq est Reunited, paru en septembre 2009. Il s'agit également du premier album du groupe contenant exclusivement des chansons écrites par Bill et Gloria Gaither. Un album live intitulé Better Day sort en janvier 2010. En août 2010, ils enregistrent leur album tant attendu Greatly Blessed, suivi par I Am A Promise, un album pour les enfants, réalisé en août 2011. Leur album le plus récent est Pure & Simple, réalisé en septembre 2012.
En octobre 2013, Mark Lowry et Michael English annoncent leur départ car ils souhaitaient se concentrer sur leur carrière solo. Heureusement pour les fans, English et Lowry partent de la formation en leur laissant un dernier album, Hymns, sorti en mars 2014. En janvier de la même année, Adam Crabb (The Crabb Family) rejoint le groupe en tant que quatrième membre, suivi de Todd Suttles comme cinquième membre et baryton. Ce nouveau quintette sort un nouvel album en octobre 2014 : Sometimes It Takes a Mountain, puis un album live Happy Rhythm en 2015.

## Récompenses

### Grammy Awards
| Année | Catégorie                                             | Intitulé             | Résultat   |
| ----- | ----------------------------------------------------- | -------------------- | ---------- |
| 1991  | Album de Southern Gospel, Country Gospel ou Bluegrass | Homecoming           | Lauréat    |
| 1994  | Album de Southern Gospel, Country Gospel ou Bluegrass | Southern Classics    | Nomination |
| 1998  | Album de Southern Gospel, Country Gospel ou Bluegrass | Back Home in Indiana | Nomination |
| 2003  | Album de Southern Gospel, Country Gospel ou Bluegrass | Everything Good      | Nomination |
| 2004  | Album de Southern Gospel, Country Gospel ou Bluegrass | A Cappella           | Nomination |
| 2007  | Album de Southern Gospel, Country Gospel ou Bluegrass | Give It Away         | Nomination |
| 2009  | Album de Southern Gospel, Country Gospel ou Bluegrass | Lovin' Life          | Lauréat    |
| 2015  | Album de Gospel traditionnel                          | Hymn                 | Nomination |

### GMA Dove Awards
| Année | Catégorie                         | Intitulé                                 | Résultat   |
| ----- | --------------------------------- | ---------------------------------------- | ---------- |
| 1992  | Album de Southern Gospel          | Homecoming                               | Lauréat    |
| 1994  | Album de Southern Gospel          | Southern Classics                        | Lauréat    |
| 1994  | Chanson de Southern Gospel        | Satisfied                                | Lauréat    |
| 1995  | Chanson de Southern Gospel        | I Bowed on My Knees                      | Lauréat    |
| 1999  | Album de Southern Gospel          | Still The Greatest Story Ever Told       | Lauréat    |
| 1999  | Performance de Southern Gospel    | I Believe in a Hill Called Mount Calvary | Lauréat    |
| 2000  | Album de Southern Gospel          | God Is Good                              | Lauréat    |
| 2001  | Chanson de Southern Gospel        | God Is Good All The Time                 | Lauréat    |
| 2001  | Album de Southern Gospel          | I Do Believe                             | Lauréat    |
| 2002  | Chanson de Southern Gospel        | He's Watching Me                         | Lauréat    |
| 2003  | Chanson inspirée                  | I'm Gonna Sing                           | Nomination |
| 2003  | Chanson inspirée                  | More Than Ever                           | Nomination |
| 2003  | Chanson de Southern Gospel        | More Than Ever                           | Nomination |
| 2003  | Album de Country                  | Everything Good                          | Nomination |
| 2004  | Chanson de Southern Gospel        | Gentle Shepherd                          | Nomination |
| 2004  | Album de Southern Gospel          | A Cappella                               | Nomination |
| 2007  | Chanson de Southern Gospel        | Give It Away                             | Lauréat    |
| 2007  | Album de Southern Gospel          | Give It Away                             | Lauréat    |
| 2007  | Long-métrage de l'année           | Give It Away                             | Nomination |
| 2009  | Album de Southern Gospel          | Lovin' Life                              | Lauréat    |
| 2009  | Chanson de Country                | Jesus and John Wayne                     | Nomination |
| 2009  | Album de Noël                     | Christmas Gaither Vocal Band Style       | Nomination |
| 2010  | Groupe de l'année                 |                                          | Nomination |
| 2010  | Chanson de Southern Gospel        | Because He Lives                         | Nomination |
| 2010  | Album de Southern Gospel          | Reunited                                 | Lauréat    |
| 2010  | Chanson de l'année                | Greatly Blessed, Highly Favored          | Nomination |
| 2011  | Groupe de l'année                 |                                          | Nomination |
| 2011  | Chanson de Southern Gospel        | Better Day                               | Lauréat    |
| 2011  | Album de Southern Gospel          | Greatly Blessed                          | Lauréat    |
| 2012  | Chanson de l'année                | Please Forgive Me                        | Nomination |
| 2012  | Groupe de l'année                 |                                          | Nomination |
| 2012  | Chanson de Southern Gospel        | Please Forgive Me                        | Nomination |
| 2012  | Album de musique pour les enfants | I Am a Promise                           | Nomination |
| 2013  | Performance de Southern Gospel    | Glorious Freedom                         | Nomination |
| 2013  | Chanson Bluegrass                 | Come to Jesus                            | Nomination |
| 2013  | Album de Southern Gospel          | Pure and Simple                          | Lauréat    |
| 2015  | Artiste de Southern Gospel        |                                          | Lauréat    |
| 2015  | Chanson de Southern Gospel        | Sometimes It Takes a Mountain            | Nomination |
| 2015  | Album de Southern Gospel          | Sometimes It Takes a Mountain            | Nomination |